# Nederlands Instituut voor Zorg en Welzijn
Het Nederlands Instituut voor Zorg en Welzijn (NIZW) was een onafhankelijke Nederlandse organisatie die zich samen met instellingen, professionals, beleidsmakers en burgers inzette om de kwaliteit en doelmatigheid van de sector zorg en welzijn op een hoger niveau te brengen. Het instituut werd opgericht op 19 november 1988 en  op 1 januari 2007 opgeheven. De activiteiten werden voortgezet door drie nieuwe organisaties, Movisie, Vilans en het Nederlands Jeugdinstituut.